# Małgorzata Foremniak
Małgorzata Irena Foremniak (Radom, 8 januari 1967) is een Poolse actrice.